# Ain Soph
Ain Soph è un gruppo musicale post-industriale fondato a Roma nel 1984 con il fine di comporre colonne sonore per rituali magici.
Il progetto cambia radicalmente forma nei primi anni novanta, prendendo ispirazione da musiche tradizionali e rock psichedelico e mescolando tali sonorità con la loro attitudine industrial.

## Storia

### 1984-1989: musiche per rituali magici
Gli Ain Soph nacquero nel 1984 con lo scopo di creare musica di sottofondo che accompagnasse i rituali magici del gruppo, rifiutando almeno nelle prime intenzioni ogni velleità commerciale e distributiva e disinteressandosi della ricerca del bello. Lo scopo appariva chiaro fin dal nome della band, che si rifaceva ad una delle tre forme del divino nella Cabala ebraica concepito come Dio prima della sua automanifestazione nella produzione di un qualsiasi reame. I membri del gruppo si celavano dietro a "nomi magici" come Foraenovis, THX, ClauDEDI e Crucifige e si ispiravano alle teorie di autori come Oswald Spengler, Julius Evola, René Guenon e Ernst Jünger. Il progetto nacque in seguito ad un concerto al Piper Club della band darkwave romana Rosen + Kreutz di cui facevano parte Crucifige e Spectre (che si unirà agli Ain Soph solo più tardi). Fu di quest'anno il loro primo album autoprodotto su musicassetta dal titolo I (poi ristampato nel 1993 dalla Misty Circles / Purity Records e nel 2000 dalla Misty Circles / Old Europa Cafe).
Nel 1985 alcuni membri degli Ain Soph fondarono la Misty Circles, etichetta che si prefiggeva di «rendere chiaro ed accessibile, per quanto ci è concesso, il significato del termine "magia", illustrando alcune operazioni associate a questo termine», e con cui nello stesso anno pubblicarono gli album II (ristampato nel 1991 dalla Misty Circles / Atropina Manufactory e nel 2001 dalla Misty Circles / Old Europa Cafe) e III (ristampato nel 2000 e nel 2004 dalla Misty Circles / Old Europa Cafe). Questa trilogia d'esordio delineava questo primo periodo musicale, fatto spesso di sonorità semplici e dirette, perlopiù strutturate in ripetizioni ipnotiche prive di orpelli che «col loro incedere cercano di agevolare il coinvolgimento dell'adepto e di condurlo verso il compimento del rituale magico».
Se nel 1986 l'album prodotto dalla austriaca Nekrophile Rekords Ars Regia vide il gruppo continuare sulle premesse dei precedenti confezionando un lavoro che secondo Marco Deplano rappresenta «uno dei lavori più completi mai partoriti dal circolo esoterico romano Ain Soph», il successivo Kshatriya (Misty Circles) del 1988 segnò l'inizio di un periodo di passaggio volto a «spostare l'attenzione dalla magia del rituale alla visione magica della vita, conseguentemente all'etica». Proprio per questo suo essere "il disco della trasformazione", Kshatriya è considerato il capolavoro degli Ain Soph e fu seminale per la musica esoterica successiva.
Nel 1989 uscì per la tedesca Cthulhu Records lo split Untitled condiviso con i Sigillum S. L'album, ufficialmente conosciuto come Simulacra fu una vera e propria ricerca del sacro, che sarà anche l'inizio del percorso che porterà poi Crucifige al sacerdozio.

### 1990-2001: Dal rituale all'ispirazione cantautorale
Nei primi anni '90 Ain Soph riprese la forma della canzone folk e della psichedelia, per rielaborarla in chiave industriale. Nel 1990 uscì l'album omonimo (Staalplaat, 1990), che si presentava fin dalla copertina con un bimbo dall'esplicito candore, quasi un putto in un bagno di bolle di sapone, distaccandosi dal classico cruento immaginario esoterico-industriale e presentando sonorità più ariose e meno cupe, mescolate a testi di religiosità pagane e rimusicazioni delle parole de Il flauto magico.
Il vero punto di svolta della loro carriera fu però Aurora (Cthulhu Records, 1992), che riscosse nell'immediato decisamente poco successo e molte stroncature dalla critica, divenendo in seguito un album seminale ed aprendo la strada a quella che diventerà poi la classica formula compositiva della musica neo-folk. Elogiato in seguito da Albin Julius dei Der Blutharsch e dichiarato tra le fonti di ispirazione da realtà musicali come Ballo delle Castagne, Egida Aurea, Ianva e L’Amara, Aurora era strutturato come un concept album ispirato da un lato al romanzo storico I proscritti di Ernst von Salomon e dall'altro alle teorie di Julius Evola sulla fine del mondo rurale causato dalle democrazie e dal liberalismo. Il disco si allontanava nel suono dal neo-folk contemporaneo per avvicinare la musica post-industriale alla tradizione cantautorale italiana, non senza un certo gusto retrò.
Negli anni successivi gli Ain Soph parteciparono a numerose compilazioni, realizzando anche una serie di split con altre band: I/Sucker (Misty Circles, Purity Records, 1993) con Gerstein, Desolazione (Misty Circles, 1995) con Circus Joy e Split (WKN, 2000) con Der Blutharsch.

### 2002-in poi: Dal rituale all'ispirazione psichedelica
Nel 2002, a 10 anni dal precedente album, è uscito Ottobre su co-produzione Old Europa Cafe / Misty Circles, un nuovo concept album che riprende il tema della tradizione opponendolo alle forze dell'anti-tradizione, incarnate in un giovane comunista che si trova a vivere il crollo dell'Unione Sovietica. Il nuovo album vide ora un nuovo cambio di sonorità, con una forte presenza della chitarra elettrica che rimanda ad una certa psichedelia dalle tonalità cupe non senza derive di rock progressivo, apparendo spesso però debole nell'interpretazione ed ingenuo nell'elaborazione delle tematiche.
L'album successivo è datato 2018, si intitola Finis Gloriæ Mundi e, ispirandosi a un libro di Fulcanelli, fa riferimento esplicito alla crisi spirituale ed economica fornita dalle facili scorciatoie di «falsi Demiurghi», passando per testi ed ispirazioni da Pier Paolo Pasolini a Meister Eckhart, da Luis Buñuel ad Ingmar Bergman. Il suono dell'album ritorna ad ispirazioni rumoristiche e psichedeliche contornate questa volta da elettronica di matrice EBM ed electro-industrial. L'album vede poi ospiti la cantante russa Dara De Morte nel brano Ombre del silenzio e Annabel Moynihan dei Blood Axis in God is at Home.

## Formazione

### Formazione attuale
- Marcello Fraioli "Spectrae o Spectre": voce
- Toni Pettini "THX"

### Ex componenti
- Claudio Giammarini "ClauDEDI"
- Riccardo Sasso "Crucifige"
- Roberto Moscarelli "Forenovis"

### Musicisti che hanno collaborato nei concerti
- Stefano Cantiani "Steve Stroll"
- Gian Patrizio Cioni "GPC"

## Discografia

### Album
- 1984 – I, MC, autoproduzione, Italia
- 1985 – II, MC, Misty Circles, Italia
- 1985 – III, MC, Misty Circles, Italia
- 1986 – Ars Regia, MC, Nekrophile Rekords, Austria
- 1986 – Live At Piper Club, Roma, MC, Misty Circles, Italia
- 1986 – Kshatriya, LP, Misty Circles, Italia
- 1989 – Untitled, Split MC, Cthulhu Records, Germania - split con i Sigillum S
- 1990 – Ain Soph, MC, Staaltape, Paesi Bassi
- 1992 – Aurora, CD, Cthulhu Records, Germania
- 1993 – I/Sucker, , Purity Records, Italia - split con i Gerstein
- 2002 – Октябрь, CD, Old Europa Cafe, Italia
- 2002 – Lacrime E Santi, , Runes & Men, Italia
- 2003 – Rituals, CD, Old Europa Cafe OECD 042, Italia
- 2004 – Prima Dell'Aurora, CD, Hau Ruck! SPQR, Italia
- 2005 – Live At The Slimelight London June 11 2005, , Wolf Age, Italia
- 2018 – Finis Gloriæ Mundi, CD, Old Europa Cafe, Italia
- 2021 – Live at Piper 1986, CD, Hau Ruck! SPQR, Italia
- 2023 – An Die Freude (Live In Vienna October 13, 2021), CD, Klanggalerie, Italia

### EP e Singoli
- 1995 – Baltikum - Desolazione, , Misty Circles MCR005, Italia  con i Circus Joy
- 2000 – Split, Split 7", WKN split con i Der Blutharsch
- 2005 – GPIIBXVI, , Misty Circles, Italia
- 2005 – Cuore Nero / Morte E Disonore, , Misty Circles, Italia